# 23-as busz (Kecskemét)
A kecskeméti 472-es jelzésű autóbusz a Széchenyi tér és Katonatelep között közlekedik. A viszonylatot a Kecskeméti Közlekedési Központ megrendelésére az Inter Tan-Ker Zrt. üzemelteti. Szabad- és munkaszüneti napokon 4.15 és 7.00 valamint 17.00 és 22.30 között jellemzően óránként indulnak a járatok, napközben a Köztemető II. kapu érintésével közlekedő 473-as járat pótolja.

## Története
A járat útvonala az évek során többször változott, az útvonala egyre hosszabb lett.
- ?-1997.: Noszlopy Gáspár park – Katonatelep – Noszlopy Gáspár park
- 1997-től: Széchenyi tér – Katonatelep – Széchenyi tér

### Noszlopy Gáspár park – Katonatelep – Noszlopy Gáspár park
A legelső autóbuszjárat vonala a Noszlopy Gáspár parkból indult, a Ceglédi úton, majd a 441-es úton haladt a Katonatelep, iskola megállóhelyig, majd fordulás után haladt vissza a Noszlopy Gáspár parkba. A legelső bővítés során a visszavezető útvonal már a Kocsis Pál utcán haladt keresztül. Később itt egy új megállóhely létesült. Majd Katonatelep területének bővülésével a viszonylat hossza is tovább nőtt. Új megállóhely épült a Jegenyefa utcában, a Mályva utcában (Rezeda utca) és a Platán utcában.

### Széchenyi tér – Katonatelep – Széchenyi tér
1997. nagy változás volt a viszonylat életében. Kísérleti jelleggel először csak ideiglenesen közlekedett a 23-as a Széchenyi térig. Ám a megfelelő kihasználtság következtében a járatot összevonták a 8-as busszal, ezzel a hurokjárat végállomása – a Noszlopy Gáspár park helyett – a Széchenyi tér lett (A 8-as járat megszűnt). Az autóbuszok a Ceglédi út összes megállójában megállnak, ezzel a menetidő jelentősen megnőtt. A szóló buszok helyett felváltva szóló és csuklós buszok közlekedtek. Ezeket később részben alacsony padlós, szóló Volvo buszok helyettesítték, majd az új Mercedes buszok érkezésével már csak egységesen csuklós hibrid buszok közlekednek.
2007-ben további megállóhely épült a Gyökér utcánál, Katonatelepen.

### A 8-as autóbuszvonal
1997-ben a 8-as járat megszűnt.

## Útvonala
| Széchenyi tér ► Katonatelep ► Széchenyi tér |
| --- |
| Széchenyi tér vá. – Szilády Károly körút – Kölcsey utca – Dobó István körút – Batthyány utca – Katona József tér – Csányi János körút – Rákóczi út – Bethlen körút – Ceglédi út – Jegenyefa utca – Rezeda utca – Platán utca – Katona Zsigmond utca – Kocsis Pál utca – Szőlőskert utca – Ceglédi út – Bethlen körút – Rákóczi út – Koháry István körút – Hornyik János körút – Széchenyi tér vá. |

## Megállóhelyei
Az átszállási kapcsolatok között az azonos útvonalon, de köztemetői betéréssel közlekedő 473-as busz nincs feltüntetve.
| 0  | Széchenyi tér végállomás | 43 | 2, 2A, 2D, 2S, 3, 3A, 4, 4A, 4C, 5, 6, 7, 7C, 9, 10, 11, 11A, 12, 13, 13K, 14, 16, 18, 20, 20H, 28, 29, 34A, 169, 916                                                          |
| 3  | Katona József Színház    | ∫  | 1, 2, 2A, 2D, 2S, 3, 3A, 4, 4A, 4C, 6, 7, 7C, 11, 11A, 12, 13, 13K, 15, 18, 19, 20H, 28, 32 Helyközi buszok                                                                    |
| 5  | Cifrapalota              | 40 | 1, 2D, 2S, 4, 4A, 4C, 7, 7C, 12, 15, 18, 19, 20H, 32 Helyközi buszok |
| 7  | Bethlen körút            | 38 | 18, 20H, 22 Helyközi buszok Távolsági járatok Vasútállomás: 1, 2D, 2S, 7, 7C, 12D, 15, 19, 21, 21D, 22, 25, 32 S210 S220 sebesvonat, gyorsvonat, InterRégió, IC, expresszvonat |
| 8  | Ceglédi úti Óvoda        | 36 | 12D, 18, 20H |
| 9  | BARNEVÁL                 | 35 | 12D, 18, 20H Helyközi buszok |
| 11 | Mátyás király körút      | 34 | |
| 12 | Vértes utca              | 33 | |
| 13 | Fábián köz               | 32 | |
| 14 | METRO                    | 31 | Helyközi buszok |
| 16 | 28-as km-kő              | 29 | |
| 17 | Gyökér utca              | 28 | Helyközi buszok |
| 18 | Barka utca               | 27 | Helyközi buszok |
| 19 | Veres Péter utca         | 26 | Helyközi buszok |
| 20 | Jegenyefa utca           | ∫  | |
| 21 | Rezeda utca              | ∫  | |
| 22 | Platán utca              | ∫  | |
| ∫  | Kocsis Pál utca          | 25 | S20 |
| ∫  | Szőlészeti Kutató        | 24 | |
| 23 | Mathiász Iskola          | 23 | Helyközi buszok Távolsági járatok |